# Sythuizen
Sythuizen (Fries: Sythuzen of Sythúzen) is een buurtschap in de gemeente Heerenveen, in de Nederlandse provincie Friesland.
Het ligt ten aan de westkant van de Krom-Haskerdijken ten zuiden van Akkrum en ten noordwesten van Haskerdijken, waar het ook formeel onder valt.
Voor de gemeentelijke herindelingen in 1984 behoorde de buurtschap tot de gemeente Haskerland. En van 1984 tot 2014 behoorde zij tot de gemeente Skarsterlân. Sythuizen omvat een handvol panden. De bewoning wordt van elkaar gescheiden door zowel de Oude Rijksweg als de A32.
Aan de andere kant van het kanaal Het Deel ligt de buurtschap Tweehuis, dat als een satellietnederzetting is ontstaan van Sythuizen.
Dorpen: Akkrum · Bontebok · De Knipe · Gersloot · Gersloot-Polder · Haskerdijken · Heerenveen · Hoornsterzwaag · Jubbega · Katlijk · Luinjeberd · Mildam · Nes · Nieuwebrug · Nieuwehorne · Nieuweschoot · Oldeboorn · Oranjewoud · Oudehorne · Oudeschoot · Terband · Tjalleberd

Buurtschappen: Anneburen · Birstum · Brongerga · Henshuizen · Meskenwier · Oosterboorn · Oude Schouw (deels) · Pean · Poppenhuizen · Schurega · Sorremorre · Spitsendijk · Sythuizen · Warniahuizen · Welgelegen (deels)

Friesland: Steden en dorpen      Nederland: Provincies · Gemeenten